# Opitero Verginio Tricosto Esquilino
Opitero Verginio Tricosto Esquilino (latino: Opiter Verginius Tricostus Esquilinus; fl. V secolo a.C.) è stato un politico e militare romano del V secolo a.C.

## Biografia
Opitero Verginio apparteneva alla Gens Verginia e portava, come il nipote, Lucio Verginio Tricosto Esquilino, tribuno consolare nel 402 a.C., l'agnomen di Esquilino perché viveva sul colle omonimo. Nel 478 a.C. divenne, in sostituzione di Gaio Servilio Strutto Ahala,  consul suffectus al fianco del collega Lucio Emilio Mamercino ma, come Gaio Servilio, anche lui sarebbe morto prima della fine del suo mandato.
Nel suo Ab urbe condita libri Tito Livio indica Opitero Verginio, anziché Vopisco Giulio Iullo,  come collega di Lucio Emilio Mamercino durante il consolato dell'anno 473 a.C., confondendosi probabilmente col mandato precedente di Lucio Emilio.

### Fonti primarie
- Tito Livio, Ab Urbe condita libri

### Fonti secondarie
- William Smith, Dictionary of Greek and Roman Biography and Mythology, vol. II, Boston, Little, Brown, and Company, 1867.